# Síndrome de Alport
A síndrome de Alport é uma doença genética incomum caracterizada por provocar a perda progressiva da função renal e auditiva.  Também pode comprometer a visão e está associado a tumores benignos musculares (leiomiomas). A presença de sangue na urina (hematúria) é o sintoma mais comum. Em metade dos casos a insuficiência renal crônica aparece antes dos 25 anos, subindo para 90% dos casos aos 40 anos.
Foi identificada pela primeira vez numa família inglesa, por Arthur Cecil Alport, em 1927. Afeta entre 1 e 2 em cada 10.000 habitantes, sendo um pouco mais comum e com mais sintomas em homens.

## Causas
Esta síndrome é causada por mutações nos genes COL4A3, COL4A4 e COL4A5, responsáveis pela síntese do colágeno tipo IV, usados na composição das membranas basais. As membranas basais são finas estruturas laminares que separam e suportam as células. Quando mutações previnem a formação das fibras de colágeno tipo IV, as membranas basais dos rins não são capazes de impedir a passagem de sangue e proteínas para a urina. No ouvido as membranas basais tem um importante papel na recepção das vibrações sonoras.

### Hereditariedade
A síndrome de Alport pode ter diferentes padrões de hereditariedade dependentes do tipo de mutações genéticas.
Na maior parte dos portadores desta síndrome, a condição é herdada como ligada ao cromossoma X, devido a mutações no gene COL4A5. Uma condição denomina-se ligada ao cromossoma X quando o gene envolvido na desordem está localizado no cromossoma X. Nos indivíduos do sexo masculino, que têm apenas um cromossoma X, uma cópia alterada deste gene é suficiente para causar uma síndrome de Alport severa, explicando desta maneira a eventualidade de quase todos os indivíduos deste sexo desenvolverem insuficiência renal. Nos indivíduos do sexo feminino, que possuem duas cópias do cromossoma X, uma mutação numa cópia do gene COL4A5 resulta somente no aparecimento de sangue na urina, não havendo o desenvolvimento de insuficiência renal. Por ser um tipo de hereditariedade ligada ao cromossoma X, um pai não passará esta síndrome aos filhos do sexo masculino.
- A síndrome de Alport também pode ser herdada de uma forma autossómica recessiva se as duas cópias do gene COL4A3 ou do gene COL4A4, localizados no cromossoma 2, sofrerem mutação. Muitas vezes, os pais de uma criança com uma doença genética autossómica recessiva não estão afectados por ela mas são portadores de uma cópia do gene alterado.[4]

## Diagnóstico
Para o diagnóstico da síndrome de Alport, 4 dentre os 10 critérios devem estar presentes:
- História familiar de nefrite.
- Hematúria persistente, sem que haja evidência de outra possibilidade de nefropatia hereditária.
- Surdez sensorineural de cariz bilateral, no intervalo de frequências dos 2000 Hz aos 8000 Hz. Surdez com desenvolvimento progressivo, não presente na infância e com aparecimento antes dos 30 anos de idade.
- Mutação no gene COL4An, em que n é igual a 3, 4 ou 5.
- Evidência imuno-histoquímica da ausência parcial ou total do epítopo na membrana basal dos glomérulos ou membrana basal epidérmica, ou em ambas.
- Vastas anormalidade estruturais da membrana basal glomerular.
- Lesões oculares.
- Progressão gradual para falência crónica renal (em pelo menos 2 membros da família).
- Macrotrombocitopenia ou inclusões granulocíticas
- Leiomiomatose difusa do esófago, brônquios ou da genitália feminina, ou ambos.

As biópsias de rim são muito úteis na avaliação de pacientes com hematúria, mas testes genéticos iniciais são cada vez mais importantes.

## Tratamento
Os inibidores da enzima de conversão da angiotensina(IECA) devem ser administrados quando há níveis elevados de proteína na urina (proteinúria) para regular a pressão arterial e retardar o dano renal. Os indivíduos que não respondem ou não toleram os inibidores da enzima de conversão da angiotensina (IECA) podem ser tratados com fármacos com um antagonista do receptor da angiotensina II (ARAII).
A família dos pacientes deve ser esclarecida sobre os riscos de ter a doença e da probabilidade de passar a doença para seus filhos. Para isso é importante estudos genéticos dos pais e dos filhos do portador diagnosticado identificando qual dos genes é o responsável (COL4A3, COL4A4 ou COL4A5).
Embora o tratamento pode retardar a progressão da insuficiência renal, não há cura para essa síndrome e nenhum tratamento que pode impedir completamente o declínio da função renal. A velocidade da progressão do declínio renal em indivíduos é altamente variável, podendo demorar poucos meses ou muitas décadas. Eventualmente os rins se deterioram até o ponto onde a diálise ou um transplante renal é necessário. O transplante pode prolongar a vida em alguns anos, mas 3% dos transplantados sofrem rejeição e nefrites com anticorpo antimembrana basal glomerular.